# Захаров, Михаил Александрович (машиностроитель)
Михаил Александрович Захаров (род. 12 октября 1931, Ново-Кочердык, Уральская область) — заместитель Министра оборонной промышленности СССР. Герой Социалистического Труда (1981), лауреат Государственной премии СССР.

## Биография
Михаил Александрович Захаров родился 12 октября 1931 года в семье колхозников в селе Ново-Кочердык (Новый Кочердык, Новокочердыкское) Новокочердыкского сельсовета Усть-Уйского района Уральской области, ныне село Целинное — административный центр Целинного муниципального округа Курганской области.
В 1955 году окончил Челябинский политехнический институт, инженер-механик по специальности «Сварочное оборудование и технология сварочного производства», Институт управления народным хозяйством.
В 1955 году вступил в КПСС.
В 1955—1981 годах — на Курганском машиностроительном заводе. В августе 1955 года назначен на должность инженера-технолога сборочно-сварочного цеха № 225, вскоре переведён на должность начальника техбюро этого же цеха, а потом назначен на должность начальника участка цеха № 220. Здесь он создал первые на заводе сквозные бригады, за счёт чего потери рабочего времени резко сократились, а производительность возросла.
В 1959 году назначен начальником цеха № 225. В 1961 году назначен заместителем главного инженера завода.
В 1962—1964 и 1966—1969 годах Захаров был избран секретарём парткома. Неоднократно избирался членом бюро райкома, горкома и обкома КПСС, депутатом городского Совета. Делегат XXV съезда КПСС.
В 1969 году назначен заместителем директора завода по производству.
С 1970 по 1981 год директор Курганского машиностроительного завода (с 1978 года — Курганского машиностроительного завода имени В. И. Ленина). Провел на заводе реструктуризацию производства с подетальной специализации на узловую. Создал новые структурные подразделения, оптимизировал централизацию и децентрализацию управления заводом. Принимал участие в организации серийного производства артиллерийских тягачей АТС-712, АТС-59, боевых машин пехоты БМП-1, БМП-2 и БМП-3.
С 1981 по 1992 год заместитель Министра оборонной промышленности СССР. Внёс большой вклад в осуществление конверсии танковых и артиллерийских заводов.
С 1992 по 1996 годы являлся вице-президентом ОАО «Специальное машиностроение и металлургия».
В 1996—1999 годах — генеральный директор ЗАО «Курганмашинвест», с 1999 года — советник генерального директора ЗАО «Курганмашинвест» (организация ликвидирована 25 июня 2020 года). Живёт в Москве.

## Награды
- Герой Социалистического Труда, 10 июля 1981 года
  - Орден Ленина № 459147
  - Медаль «Серп и Молот» № 19938
- Орден «За заслуги перед Отечеством» IV степени, 1998 год
- Орден Ленина, 25 марта 1974 года
- Орден Трудового Красного Знамени, 26 апреля 1971 года
- Юбилейная медаль «За доблестный труд. В ознаменование 100-летия со дня рождения Владимира Ильича Ленина», 1970 год
- Государственная премия СССР, 1979 год
- Почётный гражданин Курганской области, 14 января 2008 года
- Действительный член Академии проблем качества.

## Семья
- Жена — Зоя Павловна
- Сыновья:
  - Александр (род. 28 февраля 1956) — генеральный директор ОАО «Техоснастка».
  - Сергей — генеральный директор ОАО «Курган-Сервис».